# Longvilliers (Yvelines)
Longvilliers é uma comuna francesa na região administrativa da Île-de-France, no departamento de Yvelines. A comuna possui 375 habitantes segundo o censo de 1990.